# Transformers: Prime/Episodenliste

Logo von Transformers: Prime

Die Liste der Episoden von Transformers: Prime umfasst eine Auflistung der Episoden der amerikanischen CGI-Serie Transformers: Prime, sortiert nach der US-Erstausstrahlungsreihenfolge.
Die Erstausstrahlung der Serie erfolgt seit 2010 auf dem amerikanischen Sender The Hub und begann am 26. November 2010. Bis zum 3. Dezember 2010 wurde die 5-teilige Mini-Serie "Darkness Rising" ausgestrahlt, die als Pilot produziert wurde. Vom 11. Februar 2011 bis 15. Oktober 2011 wurde die reguläre erste Staffel der Serie ausgestrahlt. Die zweite Staffel folgte vom 18. Februar 2012 bis 2. November 2012 und eine dritte Staffel mit dem Begleittitel Beast Hunters wird seit dem 22. März 2013 ausgestrahlt.
Die deutschsprachige Erstausstrahlung begann am 23. September 2011 auf Nickelodeon, das die komplette erste Staffel bis zum 2. März 2012 ausstrahlte. Die zweite Staffel startete am 19. Oktober 2012 bei Nickelodeon, die Erstausstrahlung mancher Folgen erfolgte jedoch auf dem deutschen Pay-TV-Sender Cartoon Network und wurde dort am 27. Februar 2013 abgeschlossen. Die dritte Staffel aka Beast Hunters ist aktuell für eine dt. Erstausstrahlung ab Ende November 2013 bei Nickelodeon geplant. Startet jedoch, wie zuvor die zweite Staffel, zuvor im Pay-TV bei Cartoon Network am 30. September 2013.

## Staffel 1

### Mini-Serie
| Nr. (ges.) | Nr. (St.) | Deutscher Titel                      | Originaltitel            | Erstausstrahlung USA | Deutschsprachige Erstausstrahlung (D) | Regie               | Drehbuch        |
| ---------- | --------- | ------------------------------------ | ------------------------ | -------------------- | ------------------------------------- | ------------------- | --------------- |
| 1          | 1         | Die dunkle Macht erhebt sich, Teil 1 | Darkness Rising - Part 1 | 26. Nov. 2010        | 23. Sep. 2011                         | David Hartman       | Duane Capizzi   |
| 2          | 2         | Die dunkle Macht erhebt sich, Teil 2 | Darkness Rising - Part 2 | 26. Nov. 2010        | 30. Sep. 2011                         | David Hartman       | Nicole Dubuc    |
| 3          | 3         | Die dunkle Macht erhebt sich, Teil 3 | Darkness Rising - Part 3 | 1. Dez. 2010         | 7. Okt. 2011                          | Todd Waterman       | Marsha Griffin  |
| 4          | 4         | Die dunkle Macht erhebt sich, Teil 4 | Darkness Rising - Part 4 | 2. Dez. 2010         | 14. Okt. 2011                         | Shaunt Nigoghossian | Steven Melching |
| 5          | 5         | Die dunkle Macht erhebt sich, Teil 5 | Darkness Rising - Part 5 | 3. Dez. 2010         | 21. Okt. 2011                         | Vinton Heuck        | Joseph Kuhr     |

### Reguläre Folgen
| Nr. (ges.) | Nr. (St.) | Deutscher Titel                       | Originaltitel           | Erstausstrahlung USA | Deutschsprachige Erstausstrahlung (D) | Regie                           | Drehbuch                     |
| ---------- | --------- | ------------------------------------- | ----------------------- | -------------------- | ------------------------------------- | ------------------------------- | ---------------------------- |
| 6          | 6         | Meister und Schüler                   | Masters & Students      | 11. Feb. 2011        | 28. Okt. 2011                         | Todd Waterman                   | David Slack                  |
| 7          | 7         | Invasion der Scraplets                | Scrapheap               | 18. Feb. 2011        | 4. Nov. 2011                          | Shaunt Nigoghossian             | Marsha Griffin               |
| 8          | 8         | Der Maulwurf                          | Con Job                 | 25. Feb. 2011        | 11. Nov. 2011                         | Vinton Heuck                    | Steven Melching              |
| 9          | 9         | Konvoi                                | Convoy                  | 4. März 2011         | 25. Nov. 2011                         | Todd Waterman                   | Joseph Kuhr                  |
| 10         | 10        | Die Energon-Erntekugel                | Deus ex Machina         | 11. März 2011        | 18. Nov. 2011                         | Shaunt Nigoghossian             | Nicole Dubuc                 |
| 11         | 11        | Nur dieses eine Mal!                  | Speed Metal             | 9. Apr. 2011         | 2. Dez. 2011                          | Vinton Heuck                    | Dean Stefan                  |
| 12         | 12        | Die Trophäenjägerin                   | Predatory               | 16. Apr. 2011        | 9. Dez. 2011                          | Todd Waterman & Kirk Van Wormer | Marsha Griffin               |
| 13         | 13        | Die Cybonische Pest                   | Sick Mind               | 30. Apr. 2011        | 16. Dez. 2011                         | Shaunt Nigoghossian             | Steven Melching              |
| 14         | 14        | Ausser Kontrolle                      | Out of his Head         | 7. Mai 2011          | 23. Dez. 2011                         | Vinton Heuck                    | Nicole Dubuc                 |
| 15         | 15        | Die vierte Dimension                  | Shadowzone              | 14. Mai 2011         | 30. Dez. 2011                         | Todd Waterman                   | Marsha Griffin               |
| 16         | 16        | Operation Breakdown                   | Operation: Breakdown    | 18. Juni 2011        | 6. Jan. 2012                          | Shaunt Nigoghossian             | Steven Melching              |
| 17         | 17        | Der Hinterhalt                        | Crisscross              | 25. Juni 2011        | 13. Jan. 2012                         | Vinton Heuck                    | Joseph Kuhr                  |
| 18         | 18        | Metallische Anziehung                 | Metal Attraction        | 9. Juli 2011         | 20. Jan. 2012                         | Todd Waterman                   | Nicole Dubuc                 |
| 19         | 19        | Unter der Erde                        | Rock Bottom             | 16. Juli 2011        | 27. Jan. 2012                         | Shaunt Nigoghossian             | Tim Jones                    |
| 20         | 20        | Rache                                 | Partners                | 23. Juli 2011        | 3. Feb. 2012                          | Vinton Heuck                    | Mike Johnson                 |
| 21         | 21        | Bulkhead, das Superhirn               | T.M.I.                  | 10. Sep. 2011        | 10. Feb. 2012                         | Todd Waterman                   | Joseph Kuhr                  |
| 22         | 22        | Gegen die Vorschrift                  | Stronger, Faster        | 17. Sep. 2011        | 17. Feb. 2012                         | Shaunt Nigoghossian             | Mairghread Scott             |
| 23         | 23        | Die Prophezeiung                      | One Shall Fall          | 24. Sep. 2011        | 24. Feb. 2012                         | Vinton Heuck                    | Duane Capizzi & Joseph Kuhr  |
| 24         | 24        | Die Prophezeiung erfüllt sich, Teil 1 | One Shall Rise - Part 1 | 1. Okt. 2011         | 2. März 2012                          | Todd Waterman                   | Nicole Dubuc & Duane Capizzi |
| 25         | 25        | Die Prophezeiung erfüllt sich, Teil 2 | One Shall Rise - Part 2 | 8. Okt. 2011         | 2. März 2012                          | Shaunt Nigoghossian             | Marsha Griffin               |
| 26         | 26        | Die Prophezeiung erfüllt sich, Teil 3 | One Shall Rise - Part 3 | 15. Okt. 2011        | 2. März 2012                          | Vinton Heuck                    | Steven Melching              |

## Staffel 2
| Nr. (ges.) | Nr. (St.) | Deutscher Titel             | Originaltitel                | Erstausstrahlung USA | Deutschsprachige Erstausstrahlung (D) | Regie               | Drehbuch           |
| ---------- | --------- | --------------------------- | ---------------------------- | -------------------- | ------------------------------------- | ------------------- | ------------------ |
| 27         | 1         | Orion Pax, Teil 1           | Orion Pax - Part 1           | 18. Feb. 2012        | 19. Okt. 2012                         | Vinton Heuck        | Nicole Dubuc       |
| 28         | 2         | Orion Pax, Teil 2           | Orion Pax - Part 2           | 25. Feb. 2012        | 23. Okt. 2012                         | Scooter Tidwell     | Mairghread Scott   |
| 29         | 3         | Orion Pax, Teil 3           | Orion Pax - Part 3           | 3. März 2012         | 24. Okt. 2012                         | Shaunt Nigoghossian | Joseph Kuhr        |
| 30         | 4         | Operation Bumblebee, Teil 1 | Operation Bumblebee - Part 1 | 10. März 2012        | 25. Okt. 2012                         | Todd Waterman       | Marty Isenberg     |
| 31         | 5         | Operation Bumblebee, Teil 2 | Operation Bumblebee - Part 2 | 17. März 2012        | 29. Okt. 2012                         | Vinton Heuck        | Nicole Dubuc       |
| 32         | 6         | Das wandelnde Pulverfass    | Loose Cannons                | 24. März 2012        | 30. Okt. 2012                         | Scooter Tidwell     | David McDermott    |
| 33         | 7         | Das Insecticon              | Crossfire                    | 31. März 2012        | 1. Nov. 2012                          | Shaunt Nigoghossian | Marty Isenberg     |
| 34         | 8         | Der falsche Prime           | Nemesis Prime                | 7. Apr. 2012         | 5. Nov. 2012                          | Todd Waterman       | David McDermott    |
| 35         | 9         | Agent Fowler im Verhör      | Grill                        | 14. Apr. 2012        | 6. Nov. 2012                          | Kevin Altieri       | Duane Capizzi      |
| 36         | 10        | Angriff auf Megatron        | Armada                       | 21. Apr. 2012        | 7. Nov. 2012                          | Vinton Heuck        | Matt Wayne         |
| 37         | 11        | Das fliegende Gehirn        | Flying Mind                  | 28. Apr. 2012        | 8. Nov. 2012                          | Scooter Tidwell     | Robert N. Skir     |
| 38         | 12        | Im Untergrund von New York  | Tunnel Vision                | 5. Mai 2012          | 12. Nov. 2012                         | Shaunt Nigoghossian | Andrew R. Robinson |
| 39         | 13        | Allianzen in der Antarktis  | Triangulation                | 12. Mai 2012         | 13. Nov. 2012                         | Todd Waterman       | David McDermott    |
| 40         | 14        | Der Resonanz-Blaster        | Triage                       | 19. Mai 2012         | 12. Jan. 2013                         | Vinton Heuck        | Marty Isenberg     |
| 41         | 15        | Bulkheads Mission           | Toxicity                     | 26. Mai 2012         | 19. Jan. 2013                         | Scooter Tidwell     | Steven Melching    |
| 42         | 16        | Der Rachefeldzug            | Hurt                         | 24. Aug. 2012        | 26. Jan. 2013                         | Shaunt Nigoghossian | Mairghread Scott   |
| 43         | 17        | Schatten der Vergangenheit  | Out of the Past              | 31. Aug. 2012        | 2. Feb. 2013                          | Todd Waterman       | Mike Johnson       |
| 44         | 18        | Der neue Rekrut             | New Recruit                  | 7. Sep. 2012         | 9. Feb. 2013                          | Vinton Heuck        | Marty Isenberg     |
| 45         | 19        | Der menschliche Faktor      | The Human Factor             | 14. Sep. 2012        | 16. Feb. 2013                         | Scooter Tidwell     | Robert N. Skir     |
| 46         | 20        | Megatrons dunkelste Stunde  | Legacy                       | 21. Sep. 2012        | 19. Feb. 2013                         | Shaunt Nigoghossian | Marsha Griffin     |
| 47         | 21        | Die Omega-Schlüssel         | Alpha / Omega                | 28. Sep. 2012        | 20. Feb. 2013                         | Todd Waterman       | David McDermott    |
| 48         | 22        | Harte Schule                | Hard Knocks                  | 5. Okt. 2012         | 21. Feb. 2013                         | Vinton Heuck        | Mairghread Scott   |
| 49         | 23        | Innere Angelegenheiten      | Inside Job                   | 12. Okt. 2012        | 22. Feb. 2013                         | Scooter Tidwell     | Robert N. Skir     |
| 50         | 24        | In Starscreams Kopf         | Patch                        | 19. Okt. 2012        | 25. Feb. 2013                         | Shaunt Nigoghossian | Duane Capizzi      |
| 51         | 25        | Regeneration                | Regeneration                 | 26. Okt. 2012        | 26. Feb. 2013                         | Todd Waterman       | Marsha Griffin     |
| 52         | 26        | Die Entscheidung            | Darkest Hour                 | 2. Nov. 2012         | 27. Feb. 2013                         | Vinton Heuck        | Steven Melching    |

## Staffel 3: Beast Hunters

### Reguläre Staffel
| Nr. (ges.) | Nr. (St.) | Deutscher Titel   | Originaltitel    | Erstausstrahlung USA | Deutschsprachige Erstausstrahlung (D) | Regie               | Drehbuch         |
| ---------- | --------- | ----------------- | ---------------- | -------------------- | ------------------------------------- | ------------------- | ---------------- |
| 53         | 1         | Darkmount, Nevada | Darkmount, NV    | 22. März 2013        | 30. Sep. 2013                         | Shaunt Nigoghossian | Marsha Griffin   |
| 54         | 2         | Verstreut         | Scattered        | 29. März 2013        | 1. Okt. 2013                          | Vinton Heuck        | Steven Melching  |
| 55         | 3         | Beute             | Prey             | 5. Apr. 2013         | 2. Okt. 2013                          | Todd Waterman       | Marsha Griffin   |
| 56         | 4         | Rebellion         | Rebellion        | 12. Apr. 2013        | 22. Okt. 2013                         | Scooter Tidwell     | Steven Melching  |
| 57         | 5         | Projekt Predacon  | Project Predacon | 17. Mai 2013         | 4. Okt. 2013                          | Shaunt Nigoghossian | Duane Capizzi    |
| 58         | 6         | Befehlskette      | Chain of Command | 24. Mai 2013         | 7. Okt. 2013                          | Vinton Heuck        | Mairghread Scott |
| 59         | 7         | Plus Eins         | Plus One         | 31. Mai 2013         | 8. Okt. 2013                          | Todd Waterman       | Greg Weisman     |
| 60         | 8         | Durst             | Thirst           | 7. Juni 2013         | 9. Okt. 2013                          | Scooter Tidwell     | Marsha Griffin   |
| 61         | 9         | Evolution         | Evolution        | 28. Juni 2013        | 10. Okt. 2013                         | Shaunt Nigoghossian | Steven Melching  |
| 62         | 10        | Minus Eins        | Minus One        | 5. Juli 2013         | 11. Okt. 2013                         | Vinton Heuck        | Michael Cassutt  |
| 63         | 11        | Überzeugungskraft | Persuasion       | 12. Juli 2013        | 14. Okt. 2013                         | Todd Waterman       | Michael G. Stern |
| 64         | 12        | Synthese          | Synthesis        | 19. Juli 2013        | 15. Okt. 2013                         | Scooter Tidwell     | Marsha Griffin   |
| 65         | 13        | Stillstand        | Deadlock         | 26. Juli 2013        | 16. Okt. 2013                         | Shaunt Nigoghossian | Steven Melching  |

### Fernsehfilm
| Nr. (ges.) | Nr. (St.) | Deutscher Titel  | Originaltitel    | Erstausstrahlung USA | Deutschsprachige Erstausstrahlung (Netflix) | Regie                                      | Drehbuch                                     |
| ---------- | --------- | ---------------- | ---------------- | -------------------- | ------------------------------------------- | ------------------------------------------ | -------------------------------------------- |
| 66         | 14        | Predacons Rising | Predacons Rising | 4. Okt. 2013         | 16. Sep. 2014                               | Vinton Heuck Scooter Tidwell Todd Waterman | Duane Capizzi Marsha Griffin Steven Melching |